# Trimucrodon
Trimucrodon cuneatus
Genre
Espèce
Trimucodon est un genre fossile d'ornithopodes découvert au Portugal. Une seule espèce est connue, Trimucrodon cuneatus. Elle n'est connue que par des dents et devait mesurer deux mètres de long et être herbivore.
Il est considéré comme nomen dubium depuis D. B. Norman et al. (2004),,.